# Philhygra terminalis
Philhygra terminalis är en skalbaggsart som först beskrevs av Johann Ludwig Christian Gravenhorst 1806.  Philhygra terminalis ingår i släktet Philhygra, och familjen kortvingar. Arten är reproducerande i Sverige.